# Bướm kim vàng
Bướm kim vàng (danh pháp: Acraea issoria) là một loài bướm trong họ Bướm giáp, một trong hơn 200 loài thuộc chi Acraea. Ở Việt Nam cũng có loài này mặc dù khá hiếm.

## Hình ảnh

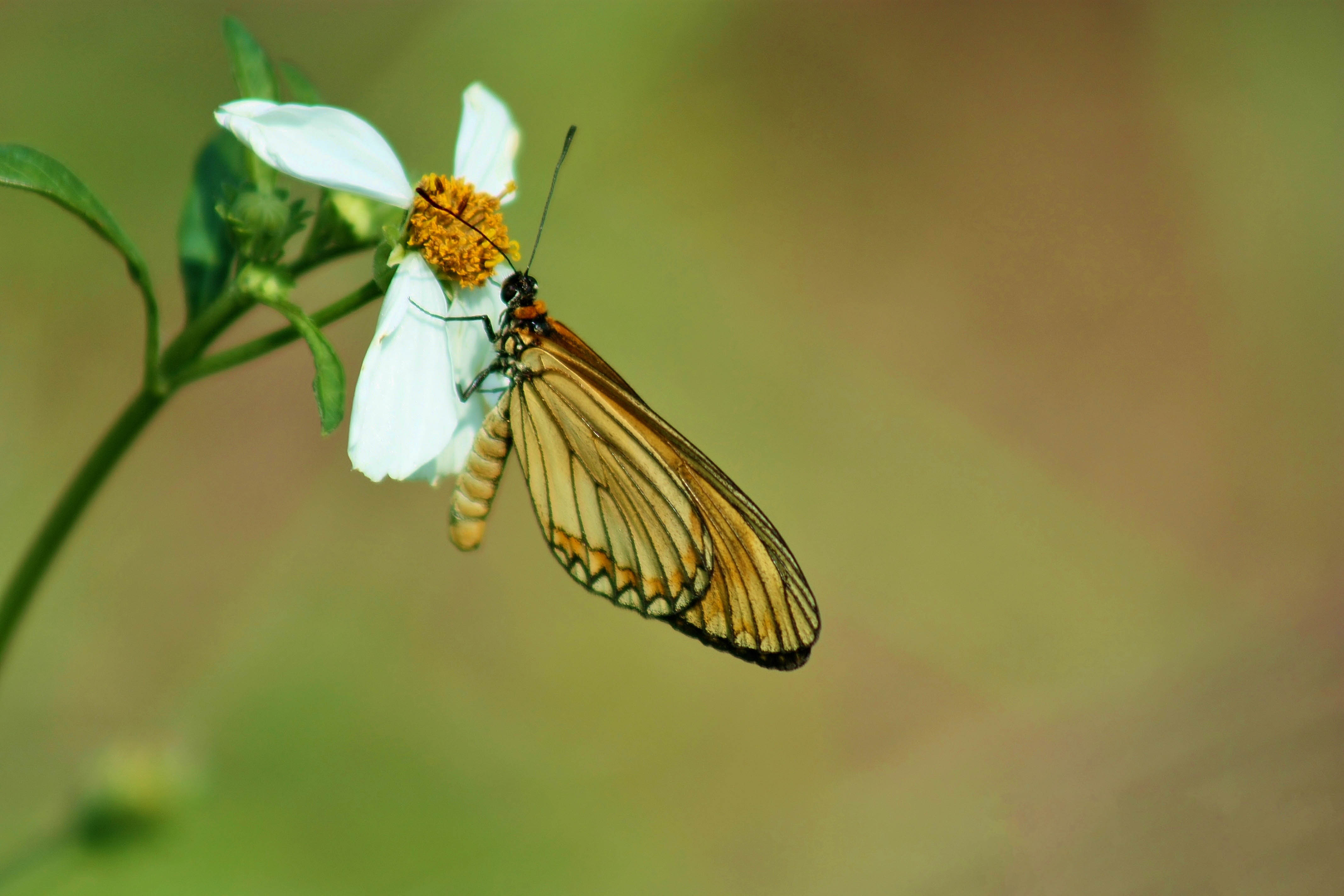
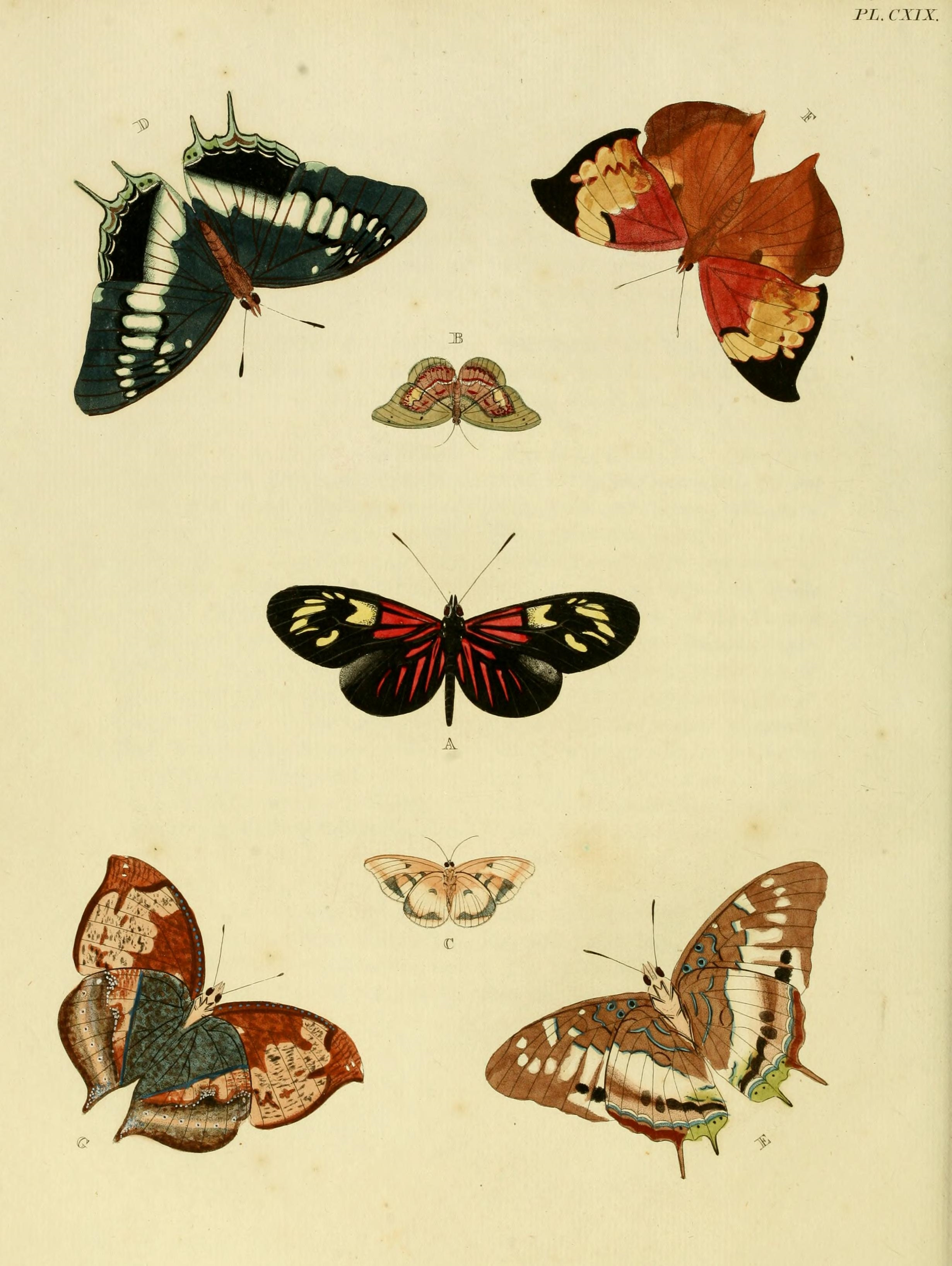
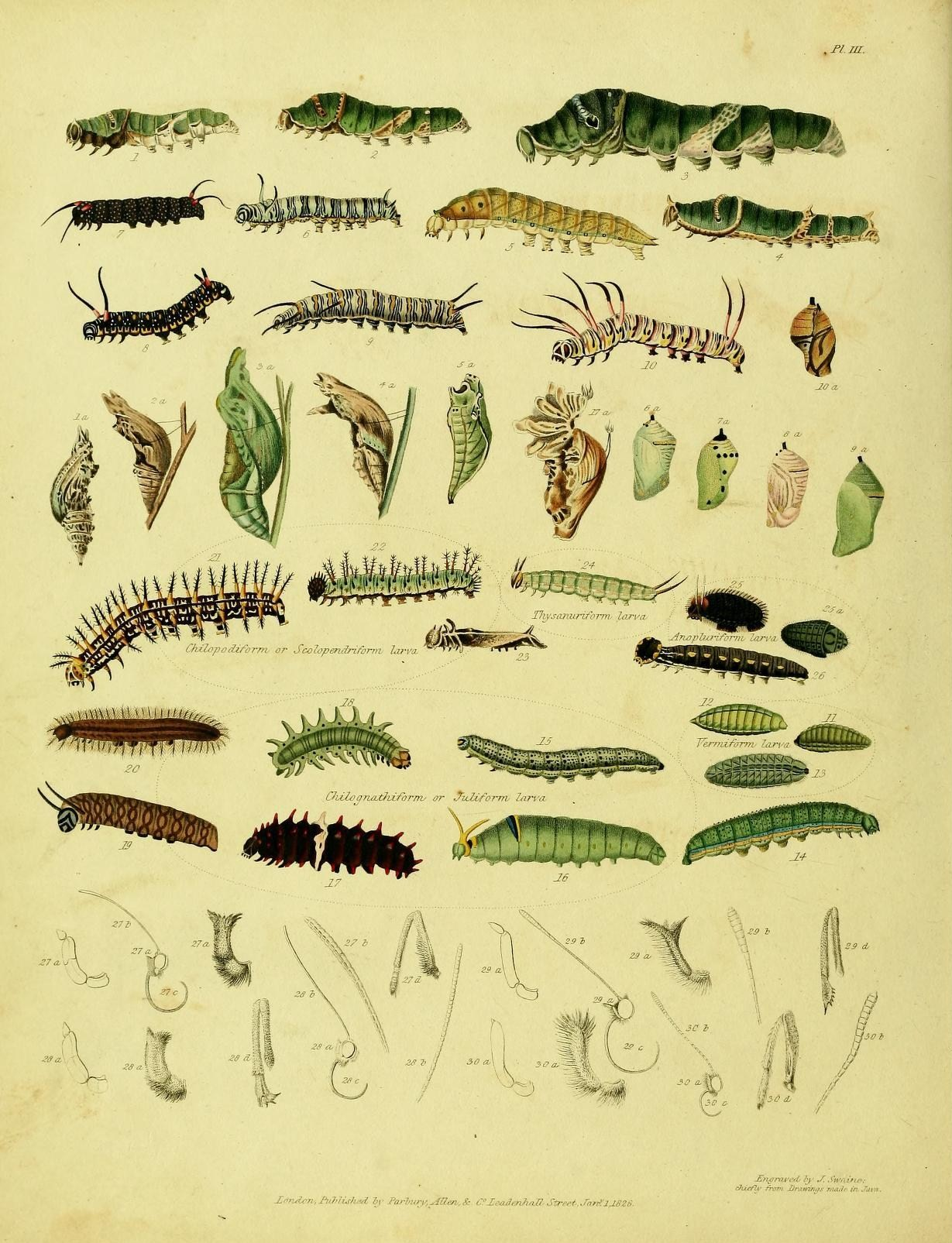
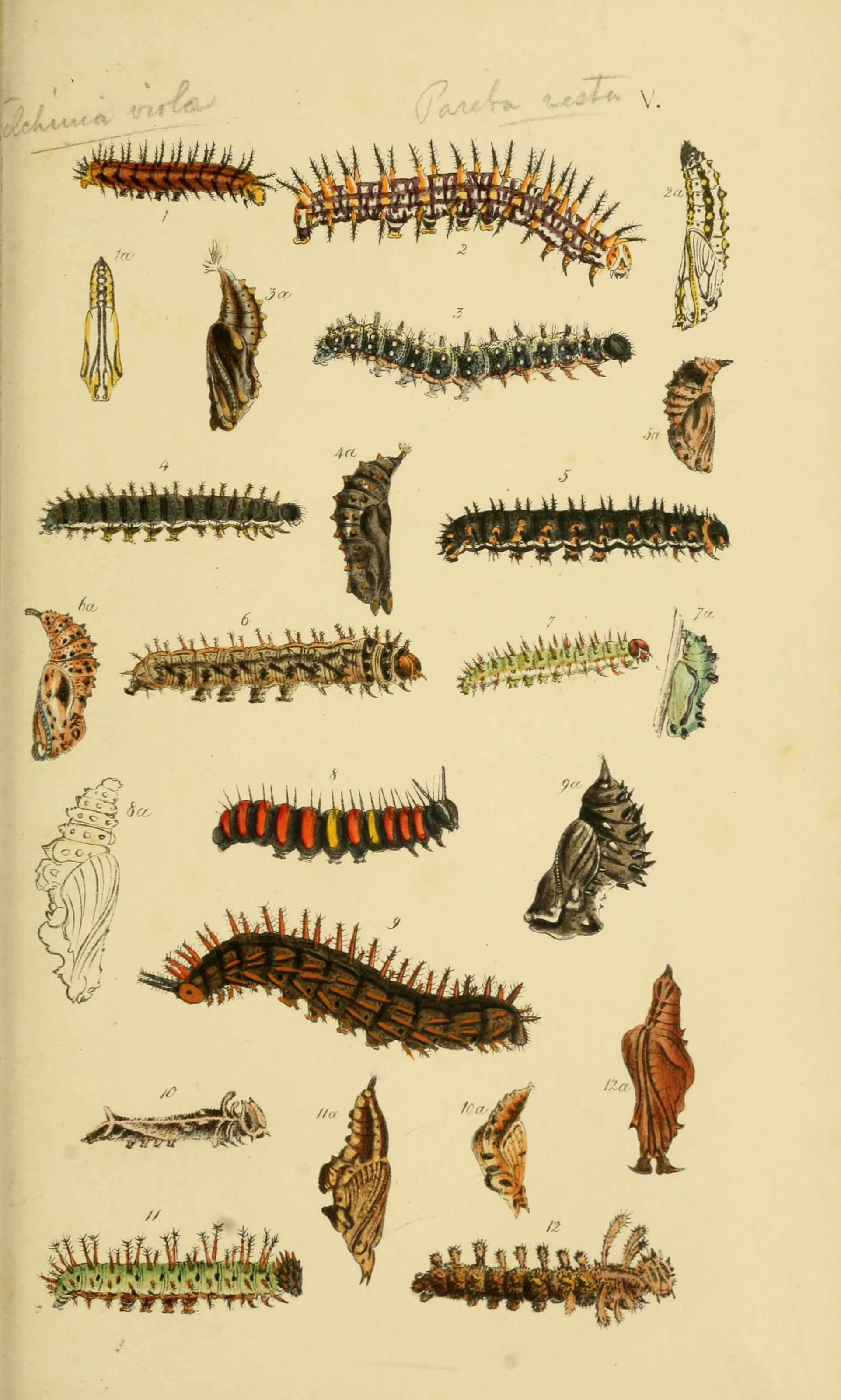